# Achiridae
Achiridae är en familj av fiskar. Achiridae ingår i ordningen plattfiskar (Pleuronectiformes). Enligt Catalogue of Life omfattar familjen Achiridae 34 arter. Fishbase listar 35 arter fördelade på 9 släkten.
Familjens medlemmar förekommer i saltvatten, i bräckt vatten och i sötvatten. De flesta har en cirkelrund eller oval kropp men vissa arter är långsträckta. Hos vuxna exemplar ligger båda ögon på samma sida av kroppen men på vilken sida kan variera. Dessa fiskar når vanligen en längd av 15 cm och vissa medlemmar som lever i sötvatten kan vara större. De jagar mindre fiskar och ryggradslösa djur. Utbredningsområdet ligger på båda sidor av Amerika vid fastlandssockeln, samt i dubbelkontinentens floder och insjöar.
Släkten enligt Catalogue of Life:
- Achirus
- Apionichthys
- Catathyridium
- Gymnachirus
- Hypoclinemus
- Trinectes

## Bildgalleri

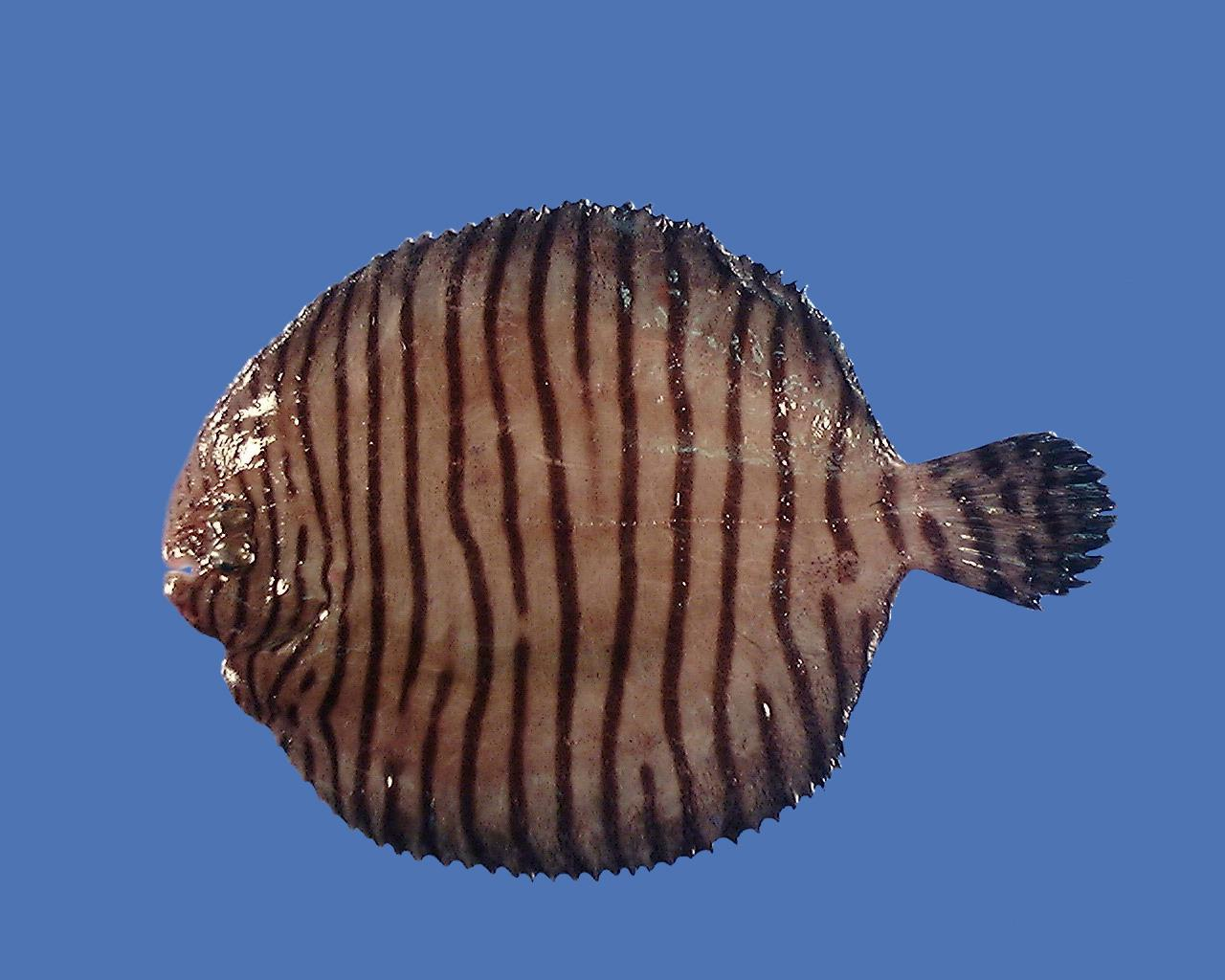
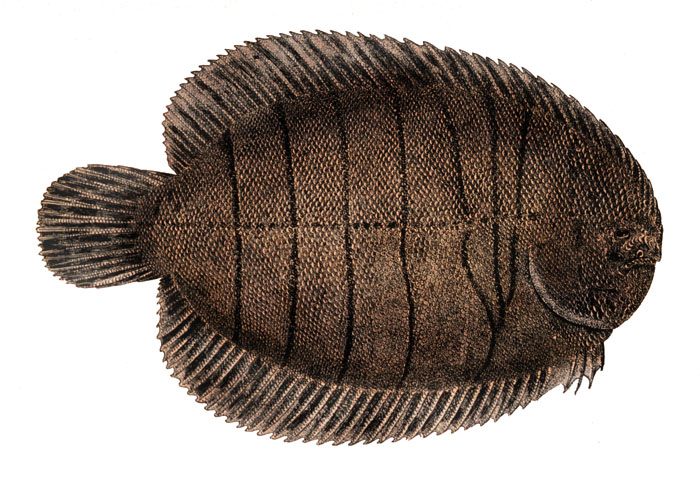
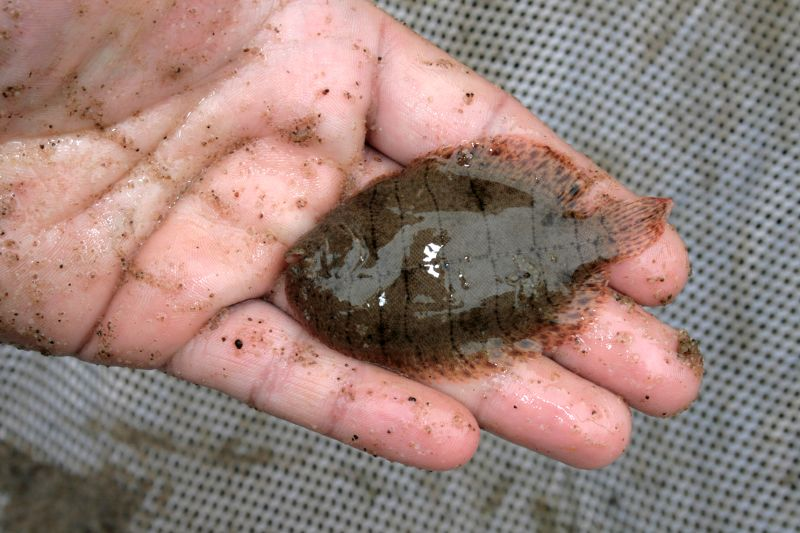
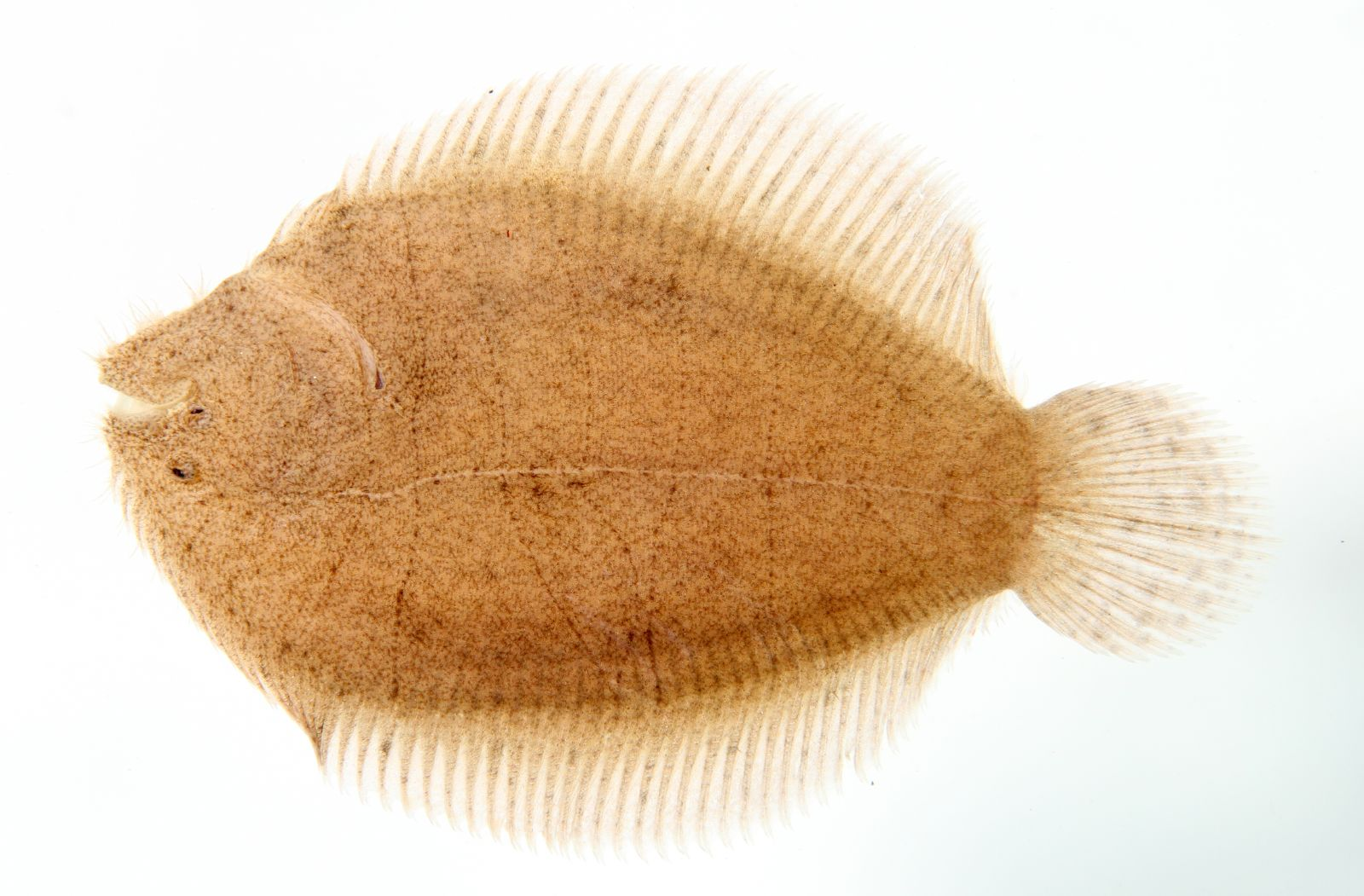
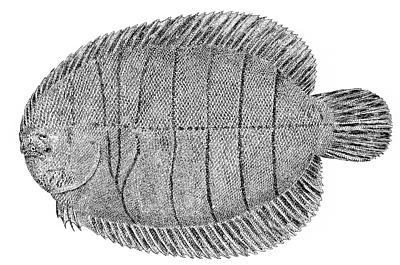
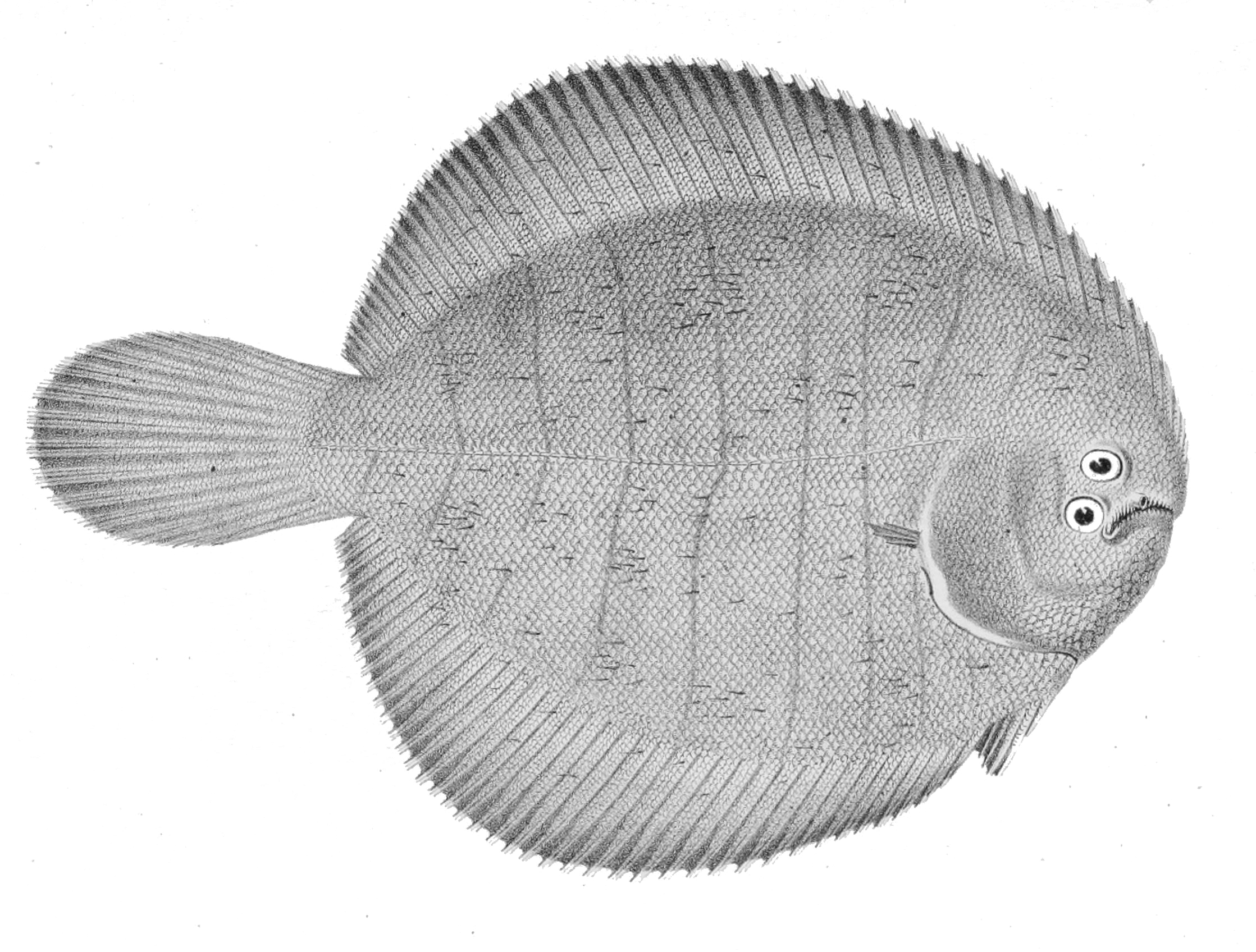